# Дејан Милековић
Дејан Милековић (Београд, 21. март 1959 — Београд, 15. мај 2013) је био српски новинар који је стекао популарност током 1990-тих, а посебно као главни и одговорни уредник БК ТВ.

## Биографија
Рођен је 1959. године у Београду, на Неимару, Врачар. Завршио је Четрнаесту београдску гимназију, а затим Факултет политичких наука, на ком је једно време радио као асистент. Током студија, био је уредник у листу Студент, а затим водитељ на радију Индекс 202. 
Крајем осамдесетих година прелази у економску редакцију радија Студио Б, а почетком 1990-тих постаје уредник економског програма. Исту дужност вршио је и на НТВ Студио Б. Почетком 1991. године, покреће емисију Берза Студија Б, коју је водио заједно са Зораном Модлијем. Априла исте године, Берза је прерасла у независну радијску, новинску и телевизијску редакцију која је имала за циљ да пословним људима Југославије пружи брзо доступне податке о привредној и берзанској трговини. Због почетка рата, Берза Студија Б је угашена.
Услед политичких притисака над Студиом Б, са неколицином новинара са овог канала, прелази на новоосновану БК ТВ 1994. године. Почетком емитовања, врши функцију уредника економског програма, а крајем 1994. године постаје и уредник информативног програма, као и заменик главног и одговорног уредника. На месту главног и одговорног уредника, 1996. године наслеђује Александра Тијанића. На тој функцији је остао током НАТО агресије 1999. године. Крајем 1999. године постаје програмски директор БК ТВ, а на тој функцији ће остати до краја 2000. године. Под његовим водством, БК Телевизија је остала упамћена као објективна и доследна телевизија развноврског и квалитетног садржаја. Уједно, уз искусне колеге са БК ТВ, био је један од главних заговорника неопходности младих водитеља и јачања новинарског кадра, а на БК ТВ  је покренуо и новинарску школу, коју је једно време водио уз Богдана Тирнанића.
Као студент, био је члан Савеза комуниста Југославије, а крајем 1980-тих година био је и општински секретар Савеза радног народа на општини Врачар. Посвећен левичарским идејама, присуствовао је оснивачкој скуштини СПС-а, међутим није познато да ли је икада био члан. Током деведесетих година био је близак опозицији, а касније се као непартијска личност, ангажовао као медијски саветник различитим опозиционим партијама и коалицијама. Након петооктобарских промена, ангажован је у влади као саветник при канцеларији за сарадњу са медијима. Уз краће прекиде у Влади је остао све до смрти. Био је активни учесник неколико политичких кампања, међу којима је најзначајнија председничка кампања Богољуба Карића за изборе 2004. године. Поред тога, учествовао је и помагао у  председничкој кампањи Ивана Ђурића 1990. године, а затим и кампањама ДЕПОС-а и ДОС-а. Дејан Милековић је остао упамћен и по свом гласу, који се неретко могао чути и на политичким спотовима, међу којима је најпознатији Што јес, јес, најбољи је СПС!.
Био је један од оснивача Уније послодаваца Србије и НУНС-а
Преминуо је 15. маја 2013. године, након краће борбе са раком панкреаса. Комеморација је одржана у просторијама градске општине Вождовац, а сахрањен је на Новом гробљу.